# George Coșbuc Emlékmúzeum
A hordói George Coșbuc Emlékmúzeum műemléknek nyilvánított múzeum Romániában, Beszterce-Naszód megyében. A romániai műemlékek jegyzékében a BN-IV-m-A-01743 sorszámon szerepel.

## Története
Az épületet George Coșbuc költő apja, Sebastian Coșbuc építette 1840-ben. Az emlékmúzeum 1922-ben létesült; jelenleg a Beszterce-Naszód Megyei Múzeum része.